# NGC 7073
NGC 7073 је спирална галаксија у сазвежђу Јарац која се налази на NGC листи објеката дубоког неба.
Деклинација објекта је - 11° 29' 19" а ректасцензија 21h 29m 26,0s. Привидна величина (магнитуда) објекта NGC 7073 износи 13,7 а фотографска магнитуда 14,5. NGC 7073 је још познат и под ознакама MCG -2-54-10, MK 899, IRAS 21267-1142, PGC 66847.